# Ilia Sulamanidse

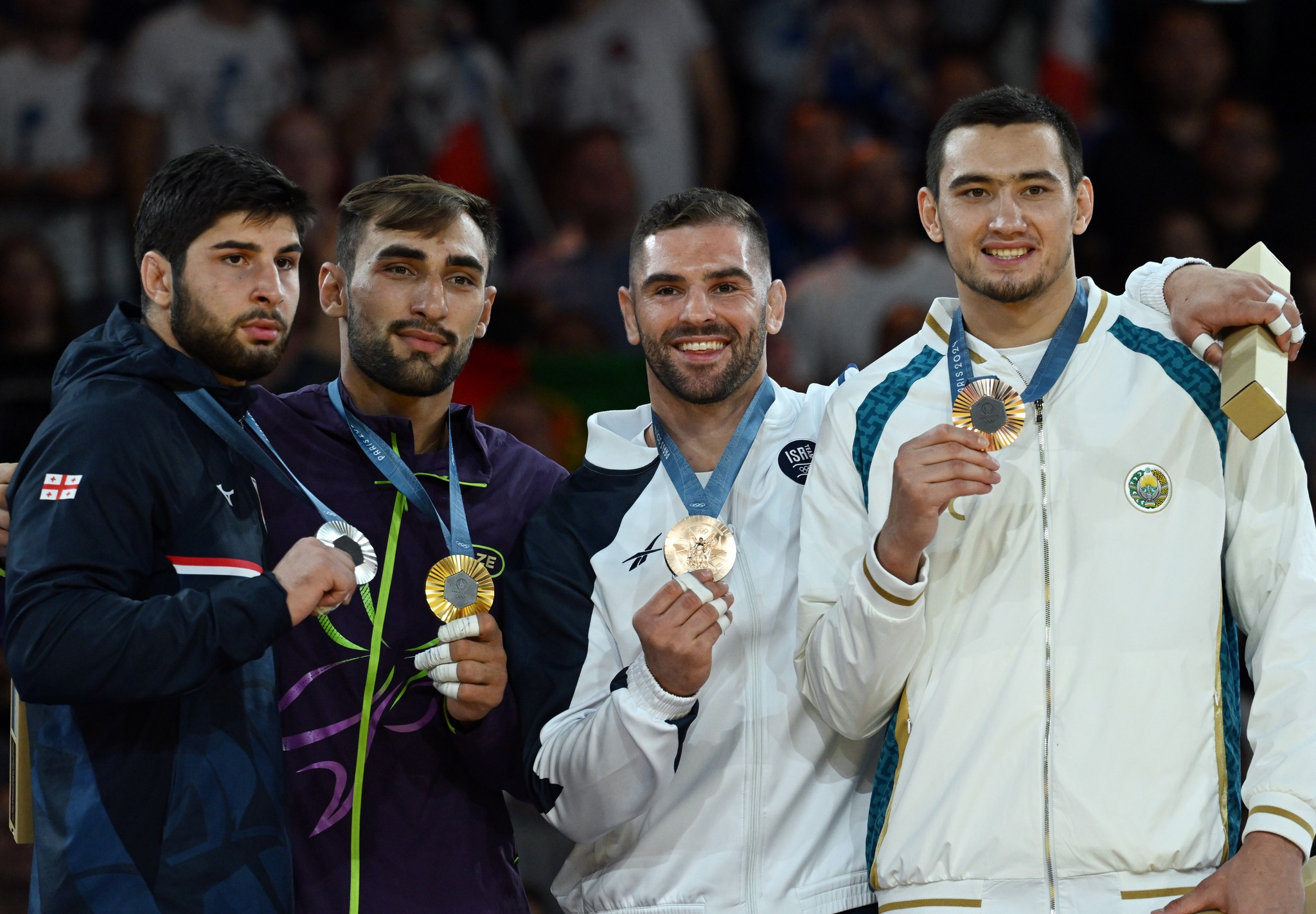
Nach der Siegerehrung 2024 in Paris: Ilia Sulamanidse, Zelym Kotsoiev, Peter Paltchik und Muzaffarbek Turoboyev (von links nach rechts)

Ilia Sulamanidse (georgisch ილია სულამანიძე; * 18. Juni 2001 in Tqibuli) ist ein georgischer Judoka, der 2021 Weltmeisterschaftsdritter und 2024 Olympiazweiter wurde.

## Sportliche Karriere
Sulamanidse war 2018 Dritter der Kadetteneuropameisterschaften in der Gewichtsklasse bis 90 Kilogramm. Im selben Jahr stieg er ins Halbschwergewicht auf, die Gewichtsklasse bis 100 Kilogramm. Bei den Olympischen Jugendspielen 2018 in Buenos Aires erkämpfte er eine Silbermedaille. 2019 wurde Sulamanidse Junioreneuropameister und belegte den zweiten Platz bei den Juniorenweltmeisterschaften. 2020 siegte er abermals bei den Junioreneuropameisterschaften.
Im März 2021 erreichte Sulamanidse das Finale beim Grand-Slam-Turnier in Tiflis und unterlag dem Kanadier Shady El Nahas. Drei Wochen später verlor Sulamanidse im Halbfinale der Europameisterschaften in Lissabon gegen den Belgier Toma Nikiforov. Anschließend unterlag er im Kampf um Bronze dem Franzosen Alexandre Iddir. Im Juni 2021 verlor der Georgier bei den Weltmeisterschaften in Budapest im Viertelfinale gegen den Portugiesen Jorge Fonseca. Mit Siegen über Alexandre Iddir und Shady El Nahas erkämpfte Sulamanidse eine Bronzemedaille. Nachdem Sulamanidse im September Dritter der Junioreneuropameisterschaften geworden war, gewann er im Oktober bei den Juniorenweltmeisterschaften. Im November siegte er bei den U23-Europameisterschaften.
Im Februar 2022 gewann Sulamanidse das Grand-Slam-Turnier in Tel Aviv mit einem Finalsieg über den Niederländer Michael Korrel. Im Oktober trafen die beiden im Kampf um Bronze bei den Weltmeisterschaften in Taschkent erneut aufeinander, diesmal siegte Korrel. Zwei Wochen später verteidigte Sulamanidse erfolgreich seinen Titel bei den U23-Europameisterschaften. Im März 2023 gewann Sulamanidse das Grand-Slam-Turnier in Tiflis. Bei den Weltmeisterschaften in Doha verlor er im Viertelfinale gegen den Russen Arman Adamjan, im Kampf um Bronze unterlag er dem Aserbaidschaner Zelym Kotsoiev. Nach dem Sieg beim Grand Slam in Baku im September verlor Sulamanidse das Finale bei den  Europameisterschaften 2023 in Montpellier gegen Kotsoiev. Im Februar 2024 siegte Sulamanidse erneut in Baku. Bei den Europameisterschaften 2024 in Zagreb verlor er im Finale gegen den Russen Matvey Kanikovskiy. Bei den Olympischen Spielen 2024 in Paris gewann er die Silbermedaille hinter Zelym Kotsoiev.